# Итальянский форум
Итальянский форум (итал. Foro Italico, ранее — Форум Муссолини (итал. Foro Mussolini)) — монументальный спортивный комплекс в Риме, возведённый в 1928—1938 годах. Использовался для привлечения к физической культуре членов военизированной молодёжной организации фашистской партии Opera Nazionale Balilla. Комплекс был построен в связи с тем, что Италия, по инициативе Бенито Муссолини, подала заявку на проведение летних Олимпийских игр 1940 года, однако право на проведение игр получила Япония. После Второй мировой войны комплекс переименовали в «Foro Italico». В этом комплексе проводятся многочисленные спортивные соревнования, такие как летние Олимпийские игры 1960, чемпионат мира по футболу 1990 и чемпионат мира по водным видам спорта 2009.

## Расположение
Комплекс построен у подножия Монте-Марио, рядом с выстроенным в то же время Палаццо делла Фарнезина (итал. Palazzo della Farnesina) (в то время носил название Палаццо дель Литторио (итал. Palazzo del Littorio)). Комплекс включает в себя Олимпийский стадион, Мраморный стадион, у которого выстроились статуи спортсменов героического вида, бассейн, теннисные корты, обелиск Муссолини, площадь Империи (итал. Piazzale del Impero) с мраморным фонтаном. Путь к Олимпийскому стадиону проходит по каменному мосту Понте Дука д'Аоста через Тибр. На одной оси выстроены стадион, мост через Тибр, обелиск Муссолини. По пути, в центре, построен фонтан с большой мозаикой, также мозаиками выложен путь до обелиска.
Итальянский форум является типичным и хорошо сохранившимся примером использования спорта для пропаганды идей фашизма.
Итальянские фашисты идеализировали древние традиции создания римской архитектуры. В Италии стиль строительства монументальных зданий, таких как форумы, арки монументальные статуи идёт с тех времён. Форум Муссолини, расположенный на берегах Тибра, наиболее прямое выражение этих идей, из вновь построенных сооружений. В этих ныне существующих зданиях Италии сохранились фашистские символы. В Форуме Муссолини были построены новые спортивные арены, где были помещены монументальные скульптуры из каррарского мрамора. Непосредственно на классические модели построения форума опирается и Обелиск Муссолини, расположенный в центре форума. В дополнение к монументальным статуям на стенах и полах выложены большие цветные мозаики образного изображения людей и животных. В мозаичном полу и по сей день имеются надписи в древнеримском стиле: DVCE (Вождь), DVCE A NOI (Наш дуче), MOLTI NEMICI MOLTO ONORE («Много врагов, много чести») и DVCE LA NOSTRA GIOVINEZZA A VOI DEDICHIAMO («Дуче, нашу юность Вам посвящаем»).

## История архитектуры
Форум Муссолини был спроектирован Энрико дель Дебио и Луиджи Моретти. Использование каррарского мрамора было тесно связано с праздничными днями фашистского режима. 4 ноября 1932 года после празднования десятой годовщины марша на Рим Дуче была открыта первая группа зданий: Дворец Академии Фашизма (Palazzo dell’Accademia Fascista), Обелиск Муссолини и Стадион дей Мармо. 9 мая 1937 года, в первую годовщину со дня основания фашистской империи Муссолини открыл Палаццо делле Терме (Palazzo delle Terme), площадь Империи, Арсенал (Casa delle Arme) и Олимпийский стадион. 15 декабря 1938 года строительство спортивного комплекса было официально завершено. Примерно в это же время рядом началось строительство Палаццо дель Литторио, место для штаб-квартиры фашистской партии, в котором в настоящее время располагается Министерство иностранных дел Италии.
Строительство каменного моста Дука д’Аоста через Тибр длиной 220 м и шириной 30 м, по проекту архитектора Винченцо Фасоло было завершено в 1939—1942 годах, что обеспечило прямой доступ к форуму. На пилонах моста расположены барельефы с изображением сцен сражений Первой мировой войны.

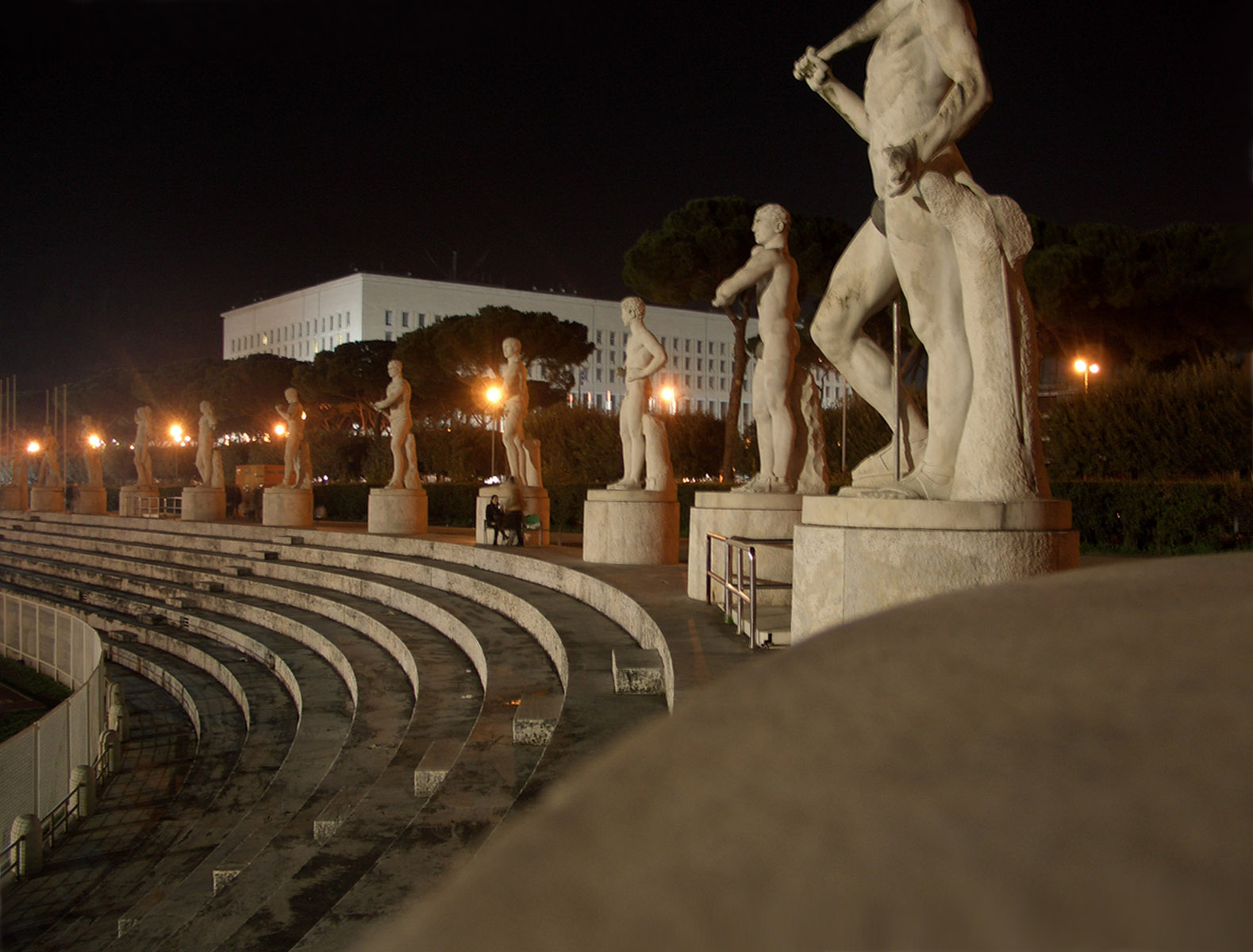
Вид на Мраморный стадион и скульптуры
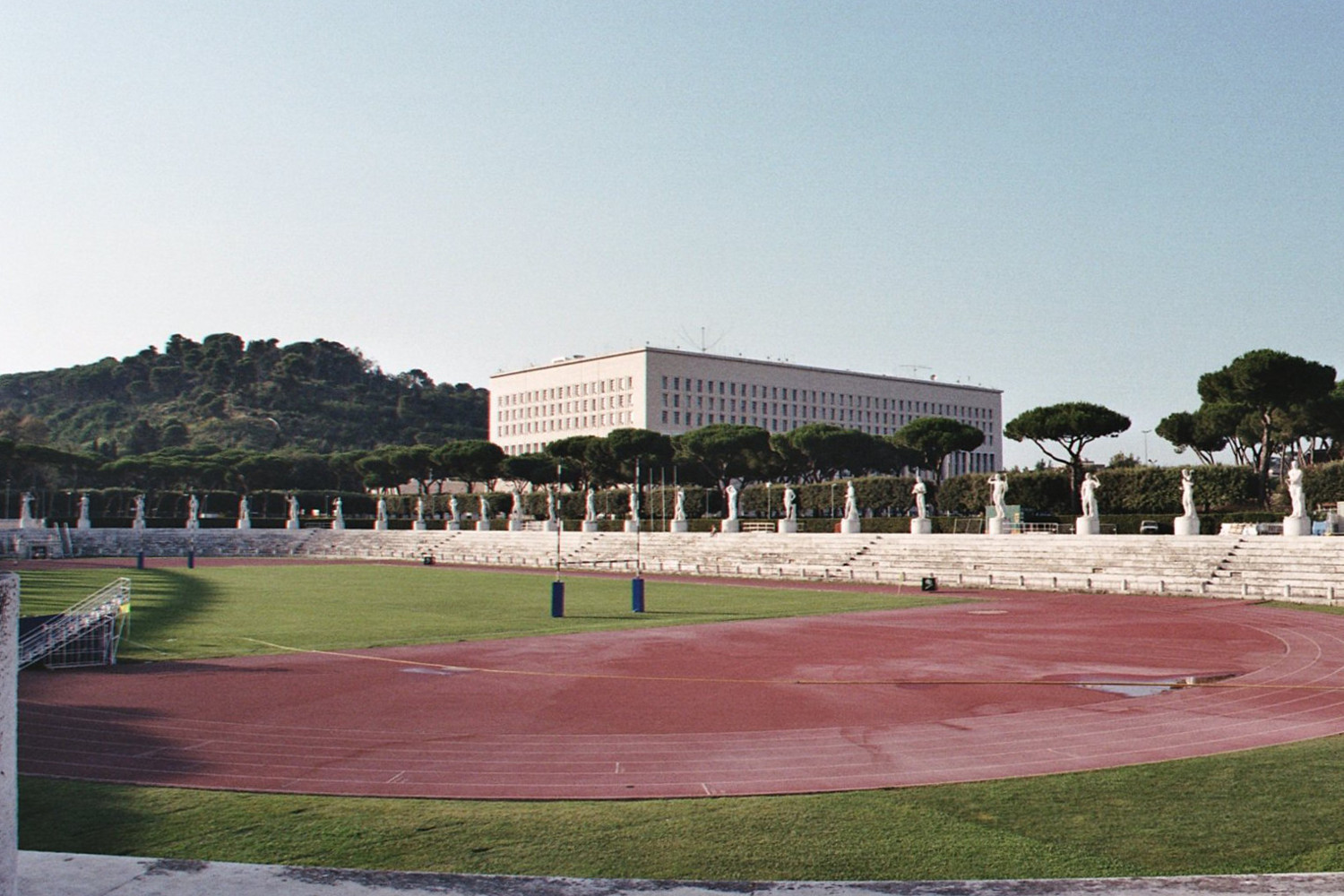
Мраморный стадион
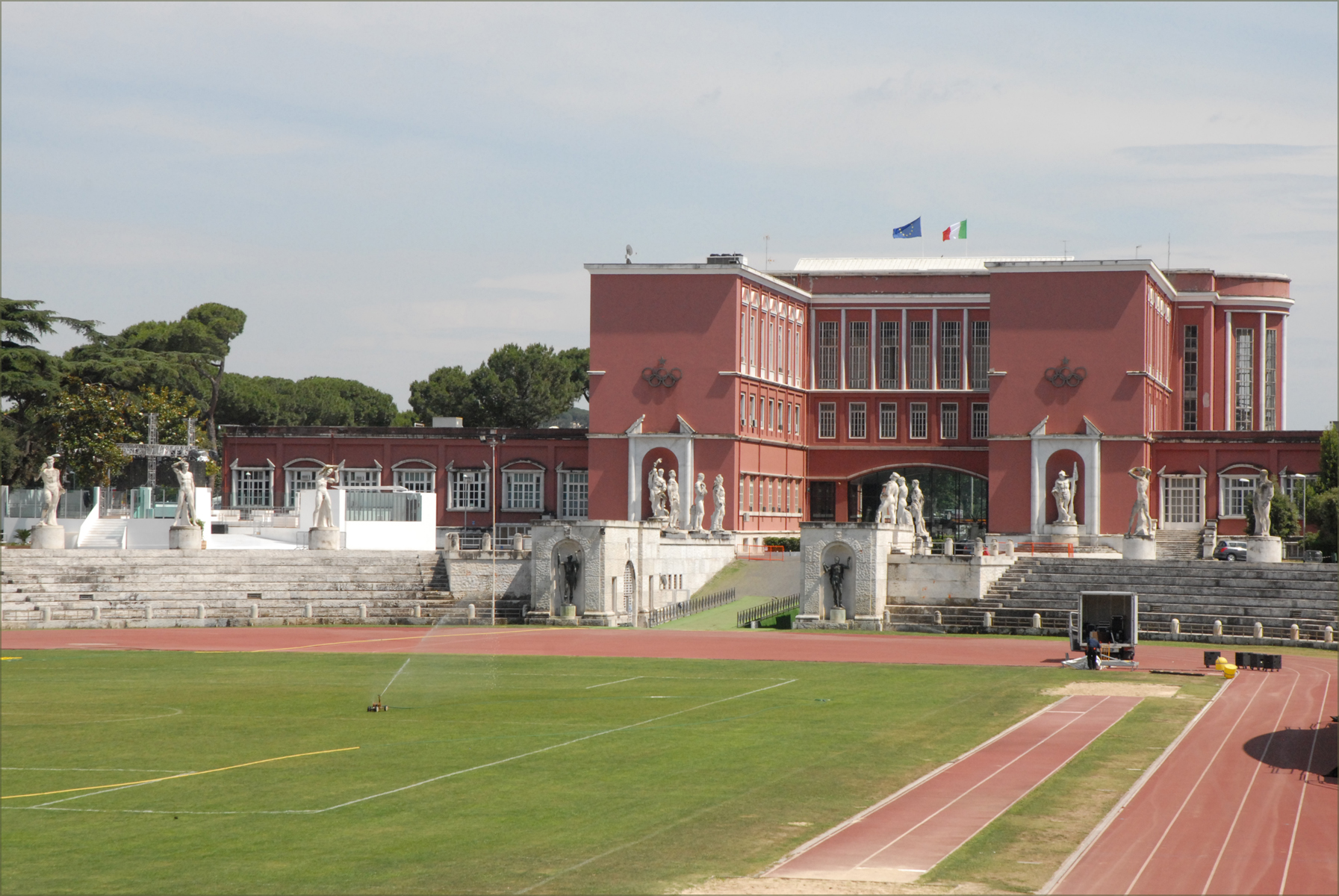
Мраморный стадион здание олимпийского комитета Италии
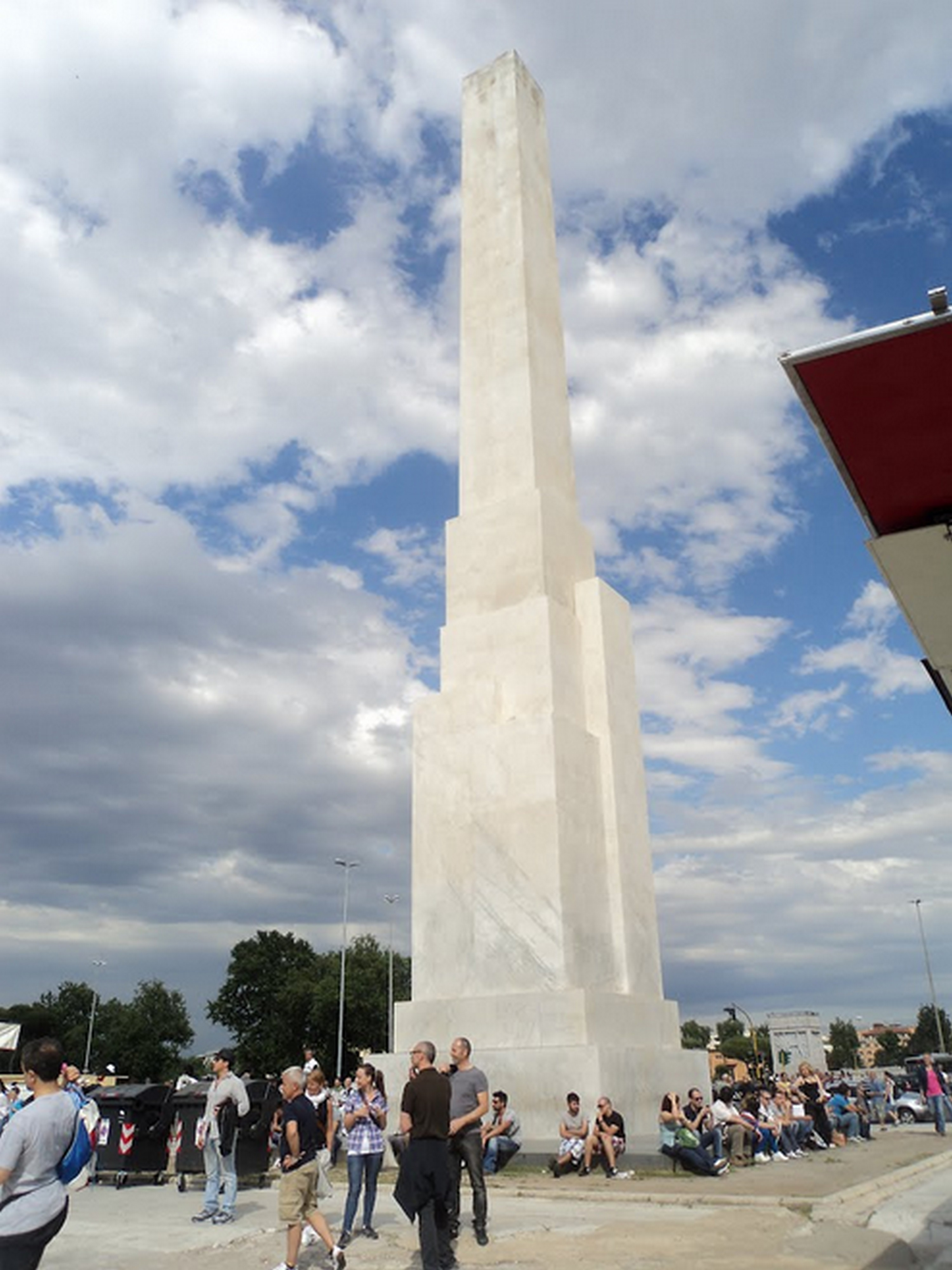
Обелиск Муссолини в центре Форума Италии

## Спортивные соревнования, проходившие в форуме
- С 1949 года на теннисных кортах проводится Открытый чемпионат Италии по теннису.
- Летние Олимпийские игры 1960
- Чемпионат Европы по футболу 1968
- Чемпионат Европы по легкой атлетике 1974
- Чемпионат Европы по футболу 1980
- Чемпионат Европы по водным видам спорта 1983
- Чемпионат мира по легкой атлетике 1987
- Чемпионат мира по футболу 1990
- Чемпионат мира по водным видам спорта 1994
- Чемпионат мира по водным видам спорта 2009